# فرنسيسكو رودريغيز باسكوال
فرنسيسكو رودريغيز باسكوال (بالإسبانية: Francisco Rodríguez Pascual)‏ هو عالم إنسان إسباني، ولد في 20 مارس 1927 في Carbajales de Alba ‏ في إسبانيا، وتوفي في 22 أبريل 2007 في سلامنكا في إسبانيا.